# Brämhult
Brämhult (lokalt uttal [ˈbrɛːmˌhɵlt], med långt ä-ljud) är en del av tätorten Borås i Borås kommun och kyrkbyn i Brämhults socken belägen öster om centrum.
Brämhult har sedan 1950-talet utvecklats till en villaförort till Borås. Under 1950-talet bebyggdes bland annat Myråsgatan och en låg- och mellanstadieskola, Myråsskolan, byggdes.  

## Tätorten
1960 avgränsade SCB här en tätort med 1 918 invånare inom Brämhults landskommun. 1965 hade tätorten vuxit samman med Borås tätort.